# Buer Station
 Ikke at forveksle med Bur Station.
Buer Station (Buer stasjon eller Buer stoppested) var en jernbanestation på Østfoldbanen, der lå i Buer i Halden kommune i Norge.
Stationen blev åbnet som holdeplads 29. juli 1916 og havde betjening med billetsalg og ekspedition af gods indtil 1. december 1959, hvor den blev nedgraderet til trinbræt. Persontogene ophørte med at stoppe ved stationen 30. maj 1965, men det var stadig muligt at senge vognladningsgods dertil i en årrække derefter. Stationen blev nedlagt 16. maj 1968.